# منطق ابن خلدون (كتاب)
منطق ابن خلدون هو كتاب للمؤلف علي الوردي وهو كاتب عراقي اشتهر في الستينيات القرن العشرين. الكتاب يفسر طريقة كتاب مقدمة ابن خلدون للعالم والفيلسوف المسلم ابن خلدون، ويقوم الكتاب بعرض محاور كثيرة عن الفكر الخلدوني ويبسطها ليفهمها معظم الناس، وكيف قام ابن خلدون بالتمرد على المنطق القديم (المنطق الأرسطي)، وطرح بعض آرائه وآراء أشهر علماء الاجتماع الحديث عن منطق ابن خلدون.
أول طبعة للكتاب كانت سنة 1962م بغداد والطبعة الشرعية الثانية كانت سنة 1994م لندن، وتلتها طبعة ثالثة ثم رابعة حتى الخامسة سنة 2017م من قبل دار الورِاق للنشر. يحتوي هذا الكتاب على العديد من المعلومات والقصص التاريخية ونظرة تحليلية لفكر ابن خلدون والظروف التي مر بها. 

## الفهرست
1. المقدمة
2. بداية الأهتمام
3. رأي في المنطق الخلدوني
4. شكر
5. اعتراض
6. الحقيقة المتغيرة
7. طهور السفسطة
8. طفرة ابن خلدون
9. ابن خلدون وميكافيلي
10. نظرة الناس اليهما

## فصول الكتاب
- القسم الأول

1. خصائص المنطق القديم
2. المنطق الارسطي في الإسلام
3. ابن خلدون والمنطق الارسطي
4. ابن خلدون وقوانين الفكر
5. ابن خلدون ومنطق الفقهاء

- القسم الثاني

1. لغز الطفرة الخلدونية
2. العوامل المتنوعة
3. زناد النظرية
4. بين الكل والأجزاء
5. ابن خلدون والفلسفة
6. السلوك والنظرية

- الخاتمة

1. مصير العلم الجديد
2. في سبيل علم اجتماع عربي